# Kamou (danse)
 (juillet 2025).
Motif : Conditions WP:NM non remplies
- Archive Wikiwix
- Bing
- Cairn
- DuckDuckGo
- E. Universalis
- Gallica
- Google
- G. Books
- G. News
- G. Scholar
- Persée
- Qwant
- (zh) Baidu
- (ru) Yandex

| 1. | Préciser le motif de la pose du bandeau. | Précisez le motif de la pose du bandeau en utilisant la syntaxe suivante : {{admissibilité à vérifier\|date=août 2025\|motif=remplacez ce texte par le motif}}                     |
| 2. | Informer les utilisateurs concernés.     | Pensez à avertir le créateur de l'article, par exemple, en insérant le code ci-dessous sur sa page de discussion : {{subst:avertissement admissibilité à vérifier\|Kamou (danse)}} |

 (juillet 2025).
Kamou est une danse traditionnelle du peuple Kabyés originaire du nord du Togo. La danse kamou est attribuée directement à la musique Kamou. 

## Description
Le peuple kabyè vit principalement au nord du Togo. Il était d'excellents agriculteurs, d'où le nom Kabyè qui veut dire "paysan de la pierre" en allusion au terrain qu'ils cultivent. La danse kamou est un symbole de reconnaissance et de gratitude envers les esprits des ancêtres après les récoltes. Comme la célébration dans le canton de Bohou en janvier 2025pour honorer les ancêtres, renouer la paix et la cohésion sociale. La danse kamou est exécutée sur la musique Kamou. Cette musique traditionnelle est jouée avec le tambour, les castagnettes, le gon et la flûte.
La fête traditionnelle Evala est une célébration initiatique et spirituelle du peuple Kabyè. Le peuple Kabyè célèbre cette fête chaque deux semaines du mois de juillet de chaque année, le peuple exécute cette danse en l'honneur de leurs ancêtres guerriers qui avaient pour base la justice et la vérité.

## Musiciens
- Wilfried A2
- Finiki